# Lake Dalrymple
Lake Dalrymple är en reservoar i Australien. Den ligger i delstaten Queensland, omkring 980 kilometer nordväst om delstatshuvudstaden Brisbane. Lake Dalrymple ligger 158 meter över havet. Arean är 227 kvadratkilometer. Den sträcker sig 51,9 kilometer i nord-sydlig riktning, och 35,9 kilometer i öst-västlig riktning.
Trakten runt Lake Dalrymple är nära nog obefolkad, med mindre än två invånare per kvadratkilometer. Genomsnittlig årsnederbörd är 752 millimeter. Den regnigaste månaden är januari, med i genomsnitt 202 mm nederbörd, och den torraste är oktober, med 8 mm nederbörd.